# زیردریایی تندر چوگی
زیردریایی تندر چوگی (به انگلیسی: Japanese submarine tender Chōgei) یک زیردریایی بود که طول آن ۱۲۵٫۴۰ متر (۴۱۱ فوت ۵ اینچ) بود. این زیردریایی در سال ۱۹۲۴ ساخته شد.